# Kinbergonuphis taeniata
Kinbergonuphis taeniata är en ringmaskart som först beskrevs av Paxton 1979.  Kinbergonuphis taeniata ingår i släktet Kinbergonuphis och familjen Onuphidae. Inga underarter finns listade i Catalogue of Life.